# Ruth Leach Amonette
Ruth Leach Amonette (Oakland, 24 settembre 1916 – Carmel-by-the-Sea, 21 giugno 2004) è stata una scrittrice, educatrice e dirigente d'azienda statunitense. Fu eletta come prima vice presidente donna di IBM nel 1943, all'età di 27 anni, diventando una delle poche donne in posizioni aziendali di alto livello negli Stati Uniti in quel periodo. È conosciuta a livello nazionale per le sue capacità imprenditoriali e come educatrice di donne.

## Biografia

### Primi anni e formazione
Ruth Leach nacque nel 1916 a Oakland, in California. Aveva una sorella.
Frequentò prima la Piedmont High School di Piedmont, California e poi l'Università della California - Berkeley, a partire dal 1933. Fu un membro della Kappa Kappa Gamma. A scuola giocava a tennis ed era una camp counselor. Dopo la laurea in scienze politiche nel 1937, lavorò come assistente dentale. Alla fine, rinunciò al lavoro alla Golden Gate International Exposition.

### IBM
Iniziò a lavorare in IBM nel 1939. Lavorava alla Golden Gate International Exposition, presentando demo di macchine da scrivere IBM. Lavorò come formatrice nell'ambito della Customer Service System per IBM e fu assegnata all'ufficio IBM di Atlanta, in Georgia.
Divenne insegnante per IBM al Dipartimento della Pubblica Istruzione degli Stati Uniti a Endicott, nello stato di New York, nel mese di luglio del 1940. Nell'ottobre dello stesso anno fu nominata segretaria di formazione per le donne per IBM. Tale posizione le permise di formare le donne in tutta la IBM nella vendita di prodotti dell'azienda in tutto il Nord America.
Amonette fu nominata vice presidente di IBM il 16 novembre 1943. Thomas J. Watson ebbe la "visione e lungimiranza" di impiegarla in una posizione di rilievo. Questa posizione fece di lei una delle poche donne in posizioni aziendali "di potere" Stati Uniti e una delle persone più giovani nella nazione a detenere questa posizione di alto livello.
Nel 1947 si riprese dalla tubercolosi, motivo per il quale aveva dovuto prendere congedo da IBM. Ritornò a lavorare nuovamente in IBM nello stesso anno. Dal 1947 al 1953 fu membro del consiglio delle Camp Fire Girls, della New York Public Library, del Club delle donne professioniste di New York, dell'Associazione Americana delle Donne delle Università (AUUW), e di altre organizzazioni. Nel 1946 entrò a parte del Consiglio delle Donne nello Stato di New York. Si ritirò nel 1953.

### Gli ultimi anni e la morte
Dopo il ritiro, si sposò con Walter Bill Pollock nel 1954, trasferendosi nei pressi di Filadelfia, Pennsylvania. Fu membro del consiglio della Pennsylvania Horticultural Society. Lei e Pollock adottarono una figlia nel 1956. Si trasferirono in Svizzera e poi in California.
Morto il marito nel 1977, Ruth si risposò nel 1988 con Wilbur K. Amonette. Ruth pubblicò un'autobiografia nel 1999. Il secondo marito morì in quell'anno, mentre lei si spense a Carmel-by-the-Sea, in California, nel 2004, all'età di 87 anni.

## Riconoscimenti
- 1945 - Outstanding American Woman of the Year, Women's National Press Club[7]
- 1945 - Merit Award, Mademoiselle
- 1946 - Achievement Award, Women's National Press Club
- 1996 - Induction, Women in Technology International Hall of Fame, Women in Technology International